# Chuck Vincent (director)
Chuck Vincent (nascut Charles Vincent Dingley, 6 de setembre de 1940 - 23 de setembre de 1991) va ser un productor, guionista, editor i director de cinema pornogràfic i de sèrie B estatunidenc.

## Carrera
Vincent va néixer el 6 de setembre de 1940 a Michigan. El seu pare, Charles Dingley (Carmelo Dingli), era un immigrant de Rabat, Malta.
Vincent va començar la seva carrera a la dècada de 1960 a teatre regional i Off-Broadway, treballant en una varietat de feines i posicions entre bastidors durant 12 anys, inclòs a companyies de teatre com la Negro Ensemble Company, on va ser escenògraf, i també va passar 5 anys com a director d'escena al Tappan Zee Playhouse.
El 1970 va fer el seu primer curtmetratge, que va anomenar The Appointment. Després va passar a fer llargmetratges de pornografia tova i dura. Va ser conegut com un dels cineastes més sofisticats de la indústria. El seu treball més apreciat va ser la seva pel·lícula de 1981 Roommates, que va rebre un gran reconeixement tant a la indústria del porno com a la premsa convencional.
A mitjans de la dècada de 1980, Vincent es va allunyar del hardcore i es va passar a les pel·lícules B. En un moment donat, va tenir una associació amb Playboy Channel, on va produir contingut per a la seva xarxa. Preppies va ser la primera pel·lícula de l'associació. Vincent va contractar amb freqüència Veronica Hart en papers importants a les seves pel·lícules. També va dirigir la pel·lícula fantàstica de 1987 Warrior Queen, coproduïda per Harry Alan Towers i Joe D'Amato, protagonitzada per Sybil Danning i Donald Pleasence. El 1985, havia rebut un acord de 10 pel·lícules amb Vestron Video, en què Vestron va rebre accés clau als títols, començant pel primer projecte llançat sota l'acord de 10 pel·lícules, Sex Appeal.
Obertament gai, Vincent va morir per complicacions amb la VIH/sida el 23 de setembre de 1991. Quan va morir tenia 51 anys i vivia a Key West, Florida, en el moment de la seva mort.

## Premis
- AFAA Premi al millor director Roommates[13]
- 1982 Premi CFAA al millor director per Roommates[13]
- 1984 Premis AVN al millor guió - pel·lícula per Puss 'N Boots[14]
- 1991 Membre del Saló de la Fama de XRCO[15]
- 1993 Premi a tota una vida de la Free Speech Coalition - Director[16]